# Paul Anderson (actor)
Paul Anderson (Londres; 12 de febrero de 1978) es un actor británico de cine y televisión.
Es conocido por interpretar a Arthur Shelby en la serie del canal BBC Peaky Blinders.
Anderson comenzó su carrera como actor apareciendo en obras escritas por su amigo Gregory Burke. Su primer papel protagónico en una película fue en The Firm (2009). Ha aparecido en muchas películas importantes, incluidas Legend (2015) y The Revenant (2015).

## Filmografía completa

### Cine
| Año  | Título                             | Rol                     |
| ---- | ---------------------------------- | ----------------------- |
| 2006 | Engaged to Kill                    | Hunter                  |
| 2008 | Frankie Howerd: Rather You Than Me | Roger                   |
| 2009 | The Firm                           | Bex                     |
| 2010 | The Basement                       | Jake                    |
| 2011 | A Lonely Place to Die              | Chris                   |
| 2011 | Sherlock Holmes: A Game of Shadows | Coronel Sebastian Moran |
| 2012 | Piggy                              | Piggy                   |
| 2012 | The Sweeney                        | Allen                   |
| 2012 | Passion                            | Dirk                    |
| 2014 | '71                                | Sargento Leslie Lewis   |
| 2014 | Electricity                        | Barry O'Connor          |
| 2015 | Legend                             | Albert Donoghue         |
| 2015 | In the Heart of the Sea            | Caleb Chappel           |
| 2015 | The Revenant                       | Anderson                |
| 2016 | Brimstone                          | Frank                   |
| 2017 | 24 Hours to Live                   | Jim Morrow              |
| 2017 | Hostiles                           | Cabo Tommy Thomas       |
| 2018 | Robin Hood                         | Guy of Gisborne         |
| 2021 | Nightmare Alley                    | Geek #1                 |
| 2024 | Lift: un robo de primera clase     | Donal                   |

| Año       | Título                  | Papel                          | Notas                                            |
| --------- | ----------------------- | ------------------------------ | ------------------------------------------------ |
| 2003      | Pink Serenade           | Jeremy Fischer                 | Serie de TV                                      |
| 2005      | Doctor Who              | Jason                          | Serie de TV - Episodio: "The Christmas Invasion" |
| 2007      | Silent Witness          | Detective Sargento Dave Leeson | Serie de TV - 2 episodios                        |
| 2008      | Ashes to Ashes          | Sospechoso de asesinato        | Serie de TV - Episodio #1.8                      |
| 2008      | Lewis                   | Frank Sporetti                 | Serie de TV - Episodio: "The Great and the Good" |
| 2009      | Midsomer Murders        | Graham Spate                   | Serie de TV - Episodio: "The Black Book"         |
| 2011      | The Promise             | Sargento Frank Nash            | Miniserie                                        |
| 2011      | Lewis                   | Alistair Darlow                | Serie de TV - Episodio: "Wild Justice"           |
| 2013      | Top Boy                 | Mike                           | Serie de TV - 3 episodios                        |
| 2013      | The Great Train Robbery | Gordon Goody                   | Miniserie                                        |
| 2013–2022 | Peaky Blinders          | Arthur Shelby                  | Serie de TV                                      |